# Merfyn Frych ap Gwriad
Merfyn ap Gwriad (du Gallois mer = "moelle" et fyn = "célèbre, éminent") (? - 844) fut un roi de Gwynedd, au Pays de Galles.

## Origine
Merfyn Frych ap Gwriad est selon les généalogies du Jesus College un descendant de « Maxen Wledic » c'est-à-dire l'usurpateur Magnus Maximus et de la lignée des rois de l'île de Man.
Rodri mawr m Meruyn m Guriat m Elidyr m Celenion merch Tutwal (III) tutclith m Anarawd gwalchcrwn m Meruyn mawr m Kyuyn m Anllech m Tutwal (II) m Run m Neidaon m Senilth hael. Tryd hael or gogled. Senilth m Dingat m Tutwal (I) m Edneuet m Dunawt m Maxen wledic. val y mae vchot
Selon la tradition bardique, Merfyn venait « du pays de Manaw », mais on ignore s'il s'agit de l'île de Man (Ynys Manaw en gallois) ou de Manaw Gododdin (dans le Firth of Forth, en Écosse). Descendant de Cunedda, qui venait du Clackmannanshire, il est probable que Manaw réfère à Manaw Gododdin, mais la présence d'une croix sur l'île de Man portant l'inscription Crux Guriat porte à polémique : datant du VII ou VIIIe siècle, il est possible que cette croix fasse référence au père homonyme de Merfyn.

## Règne
En 816 les Annales Cambriae relèvent la mort du roi de Gwynedd  Cynan Dindaethwy ap Rhodri descendant en ligne masculine de Cunedda  En 814 il s’était opposé pour le contrôle du royaume à son frère Hywel ap Rhodri Molwynog . En 825 la mort de ce dernier  qui avait peut-être été réduit à l'état de vassal par le roi Cenwulf de Mercie les Annales indiquent que sa succession est assurée par un certain Merfyn ap Gwriard surnommé Merfyn "Frych" c'est-à-dire « aux Taches de Rousseur »  dont la lignée gouvernera le Gwynedd jusqu'en 1283. Le Manuscrit MS 3859 de la collection Harleian genealogies, compilé sous le règne de son arrière petit-fils Owain ab Hywell Dda proclame qu'il est un descendant de la famille de Maelgwn Gwynedd  par sa mère Essylt fille de Cynan ap Rhodri et nièce d'Hywel. Toutefois plusieurs autres généalogies indiquent qu' Essylt est l'épouse de Merfyn et non pas sa mère ! Le manuscrit MS Harleian 3859 semble être à l'origine de la tradition première des origines de Merfyn connue plus tard au XIIe siècle
Merfyn  avait la réputation d'être un mécène : ainsi, l' Historia Brittonum attribuée à Nennius aurait été écrit à Gwynedd lors de son règne, possiblement sur ordre de Merfyn. Un manuscrit retrouvé à Bamberg montre que Merfyn portait un certain intérêt aux études. À sa cour, les visiteurs d'Irlande recevaient un cryptogramme qui ne pouvait être résolu qu'en transposant les lettres de l'alphabet latin vers l'alphabet grec. Malgré les invasions danoises, il put maintenir sa position et transmettre en 844 un royaume intact à son fils, Rhodri le Grand. Il serait mort lors d'une bataille, mais les circonstances ne sont pas parvenues jusqu'à nous.

## Union et postérité
C'est probablement par le fait que sa mère, Esyllt, était la fille de Cynan Dindeathwy que Merfyn put appuyer ses prétentions au trône. Merfyn s'allia avec la maison royale de Powys, un autre royaume gallois, en épousant Nest, la fille de Cadell ap Brochfael et sœur de Cyngen, roi de Powys. Préparant ainsi l'unification du pays de Galles réalisée par Rhodri le Grand.

## Sources
- (en) Peter Bartrum, A Welsh classical dictionary: people in history and legend up to about A.D. 1000, Aberystwyth, National Library of Wales, 1993 (ISBN 9780907158738), p. 540-541 MERFYN FRYCH ap GWRIARD. (d.844).
- (en) Mike Ashley The Mammoth Book of British Kings & Queens Robinson (Londres 1998)   (ISBN 1841190969) « Merfyn Frych (the Freckled) Gwynedd  825-844 » p. 149.
- (en) Ann Williams, Alfred P. Smyth, D P Kirby A Bibliographical Dictionary of Dark Age Britain (England, Scotland and Wales c.500-c.1050).  Seaby London (1991)  (ISBN 1 852640472), « Merfyn ap Gwriad  » p. 180.
- (en) Kari Maund The Welsh Kings: Warriors, warlords and princes. The history Press, Stroud 2006  (ISBN 9780752429731), p. 44, 46-49, 52-53, 84, 236, 239.